# Jämtland-Härjedalens Fotbollförbund
Jämtland-Härjedalens Fotbollförbund (Jämtland-Härjedalens FF), grundat 1928, är ett av de 24 distriktsförbunden under Svenska Fotbollförbundet. Jämtland-Härjedalens FF administrerar de lägre serierna för seniorer och ungdomsserierna i Jämtland och Härjedalen.

## Serier
Jämtland-Härjedalens FF administrerar följande serier:

### Herrar
Division 4 - en serie

Division 5 - två serier

### Damer
Division 3 - en serie

### Övriga serier
- Ungdomsserier